# Wikstroemia yakushimensis
Wikstroemia yakushimensis är en tibastväxtart som först beskrevs av Tomitaro Makino, och fick sitt nu gällande namn av Takenoshin Nakai och Masamune. Wikstroemia yakushimensis ingår i släktet Wikstroemia och familjen tibastväxter. Inga underarter finns listade i Catalogue of Life.